# Russischer Fußballpokal 2022/23
Der Russische Fußballpokal 2022/23 war die 31. Austragung des russischen Pokalwettbewerbs der Männer. Das Finale wurde am 11. Juni 2023 im Olympiastadion Luschniki in Moskau ausgetragen. Titelverteidiger war Spartak Moskau.

## Modus
Der Wettbewerb wurde in zwei verschiedenen Pfade unterteilt. Im regionalen Pfad spielten die Mannschaften ab der zweitklassigen Perwenstwo FNL abwärts und im RPL-Pfad die Klubs der Premjer Liga. Im Finale trafen dann die Sieger beider Pfade aufeinander.
Bis zur dritten Runde nahmen 59 Mannschaften von der drittklassigen Perwenstwo PFL und zehn Amateurvereine teil. Die Teams der zweitklassigen Perwenstwo FNL stiegen in der vierten Runde. Die 16 Vereine der Premjer Liga spielten zunächst separat in vier Gruppen zu je vier Mannschaften jeweils zweimal gegeneinander. Die jeweils Gruppenersten und –zweiten qualifizierten sich für die nächste Runde, die Gruppendritten wechselten in den regionalen Pfad.
In den ersten sechs Runden des regionalen Pfades wurden alle Begegnungen in einem Spiel ausgetragen. Bei unentschiedenem Ausgang wurde zur Ermittlung des Siegers ohne Verlängerung ein Elfmeterschießen durchgeführt. In den Gruppenspielen zählte ein Sieg drei Punkte, ein Sieg nach Elfmeterschießen zwei Punkte und eine Niederlage nach Elfmeterschießen ein Punkt.
Ab dem Viertelfinale wurden die Begegnungen des RFL Pfades in Hin- und Rückspiel ausgetragen. Die Sieger qualifizierten sich für die nächste Runde, die Verlierer bekamen gegen die Teams des regionalen Pfades eine zweite Chance. Im regionalen Pfad wurden die Begegnungen in einem Spiel ausgetragen.
Der Pokalsieger qualifiziert sich normalerweise für die Europa League. Jedoch wurden nach dem russischen Überfall auf die Ukraine im Februar 2022 die russischen Vereine von der UEFA bis auf Weiteres aus allen Wettbewerben ausgeschlossen.

## Teilnehmende Teams
| Premjer-Liga (16) I | Premjer-Liga (16) I | Perwenstwo FNL (17) II | Perwenstwo FNL (17) II |
| --- | --- | --- | --- |
| - Dynamo Moskau - Lokomotive Moskau - Spartak Moskau - Torpedo Moskau - ZSKA Moskau - Achmat Grosny - FK Chimki - FK Fakel Woronesch | - FK Krasnodar - Krylja Sowetow Samara - FK Nischni Nowgorod - FK Orenburg - FK Rostow - FK Sotschi - Ural Jekaterinburg - Zenit St. Petersburg | - Akron Toljatti - Alanija Wladikawkas - Arsenal Tula - Baltika Kaliningrad - FK SKA-Chabarowsk - Dynamo Machatschkala - FK Jenissei Krasnojarsk - KAMAS Nabereschnyje Tschelny - FK Kuban Krasnodar | - FK Neftechimik Nischnekamsk - Rodina Moskau - Rubin Kasan - Schinnik Jaroslawl - FK Ufa - Weles Moskau - Wolgar Astrachan - Wolga Uljanowsk |
| 0000000Perwenstwo PFL (59) III | | | |
| - Amkar Perm - Awangard Kursk - FK Balaschichna - FK Biolog-Nowokubansk - FK Chimik-Awgust Wurnary - Chimik Dserschinsk - Druschba Maikop - Dynamo Barnaul - Dynamo Brjansk - Dynamo Stawropol - FK Dynamo St. Petersburg - Dynamo Wladiwostok - Dynamo Wologda - FK Elektron Weliki Nowgorod - FK Forte Taganrog | - Irtysch Omsk - FK Jadro St. Petersburg - FK Jessentuki - FK Kaluga - FK Kolomna - Kosmos Dogoprudny - Kuban-Holding Pawlowskaja - Kwant Obninsk - Legion Machatschkala - FK Leningradez - Luki-Energija Welikije Luki - Maschuk-KMW Pjatigorsk - FK Metallurg Lipezk - FK Murom - Nosta Nowotroizk | - FK Nowosibirsk - Pereswet Domodedowo - FK SKA Rostow - FK Rjasan - Rotor Wolgograd - FK Saljut Belgorod - Sachalin Juschno-Sachalinsk - Sachalinets Moskau - Saturn Ramenskoje - Snamja Noginsk - Snamja Truda Orechowo-Sujewo - PFK Sokol Saratow - FK Sorkij Krasnogorsk - FK Spartak Kostroma - Spartak Naltschik | - FK Spartak Tambow - Strogino Moskau - Swesda St. Petersburg - Tekstilschtschik Iwanowo - FK Tjumen - Torpedo Miass - Torpedo Wladimir - Tschaika Pestschanokopskoje - FK Tscheljabinsk - Tschernomorez Noworossijsk - Tschertanowo Moskau - FK Twer - FK Zenit-Ischewsk - Zenit Pensa |
| 0000000Amateure (11) | | | |
| - FK Temp Barnaul (IV) - SSch № 7-Karelia Petrosawodsk (IV) - FK FSchM Moskau (IV) - Okean Nachodka (IV) - Pereswet Domodedowo (IV) | - FK Armawir (V) - Schasmin Michailowsk (V) - FK Nefis Kasan (V) - StawropolArgoSojus Newinnomyssk (V) | - FK Amkal Moskau (VI) - FK 2DROTS Moskau (VI) | |

## Regionaler Pfad

### 1. Runde
Teilnehmer: 14 Vereine der drittklassigen Perwenstwo PFL und 10 Amateurvereine.
| Datum      |                                   | Ergebnis        |                                     |
| ---------- | --------------------------------- | --------------- | ----------------------------------- |
| 16.08.2022 | FK Amkal Moskau (VI)              | 1:1 (8:7 i. E.) | FK Sorkij Krasnogorsk (III)         |
| 17.08.2022 | FK Temp Barnaul (IV)              | 2:1             | Dynamo Barnaul (III)                |
| 17.08.2022 | FK Kolomna (III)                  | 1:0             | Saturn Ramenskoje (III)             |
| 17.08.2022 | FK Jessentuki (III)               | 0:3             | StawropolArgoSojus Newinnomyssk (V) |
| 17.08.2022 | Dynamo Stawropol (III)            | 3:0             | FK Armawir (V)                      |
| 17.08.2022 | FK 2DROTS Moskau (VI)             | 3:0             | Tschertanowo Moskau (III)           |
| 17.08.2022 | FK Elektron Weliki Nowgorod (III) | 2:0             | SSch № 7-Karelia Petrosawodsk (IV)  |
| 17.08.2022 | FK Nefis Kasan (V)                | 0:1             | FK Chimik-Awgust Wurnary (III)      |
| 17.08.2022 | Sachalinets Moskau (III)          | 1:0             | FK Balaschichna (III)               |
| 18.08.2022 | Okean Nachodka (IV)               | 0:2             | Dynamo Wladiwostok (III)            |
| 18.08.2022 | FK FSchM Moskau (IV)              | 2:3             | Chimik Dserschinsk (III)            |
| 18.08.2022 | Pereswet Domodedowo (IV)          | 1:1 (3:4 i. E.) | Kosmos Dogoprudny (III)             |

### 2. Runde
Teilnehmer: Die 12 Sieger der ersten Runde, weitere 43 Vereine der Perwenstwo PFL und 1 weiterer Amateurverein.
| Datum      |                                     | Ergebnis        |                                    |
| ---------- | ----------------------------------- | --------------- | ---------------------------------- |
| 30.08.2022 | Tekstilschtschik Iwanowo (III)      | 1:1 (5:3 i. E.) | FK 2DROTS Moskau (VI)              |
| 30.08.2022 | Spartak Naltschik (III)             | 1:0             | Maschuk-KMW Pjatigorsk (III)       |
| 31.08.2022 | FK Twer (III)                       | 0:1             | FK Amkal Moskau (VI)               |
| 31.08.2022 | Strogino Moskau (III)               | 3:2             | FK Kaluga (III)                    |
| 31.08.2022 | Dynamo Wladiwostok (III)            | 1:1 (5:3 i. E.) | FK Nowosibirsk (III)               |
| 31.08.2022 | Swesda St. Petersburg (III)         | 2:1             | FK Jadro St. Petersburg (III)      |
| 31.08.2022 | FK Leningradez (III)                | 3:0             | FK Elektron Weliki Nowgorod (III)  |
| 31.08.2022 | Schasmin Michailowsk (V)            | 0:4             | FK Tscheljabinsk (III)             |
| 31.08.2022 | FK Chimik-Awgust Wurnary (III)      | 2:0             | Torpedo Miass (III)                |
| 31.08.2022 | FK Biolog-Nowokubansk (III)         | 2:3             | Dynamo Stawropol (III)             |
| 31.08.2022 | Zenit Pensa (III)                   | 2:2 (3:2 i. E.) | PFK Sokol Saratow (III)            |
| 31.08.2022 | Irtysch Omsk (III)                  | 4:0             | FK Temp Barnaul (IV)               |
| 31.08.2022 | Amkar Perm (III)                    | 0:1             | FK Zenit-Ischewsk (III)            |
| 31.08.2022 | StawropolArgoSojus Newinnomyssk (V) | 4:3             | Legion Machatschkala (III)         |
| 31.08.2022 | FK Forte Taganrog (III)             | 1:2             | FK SKA Rostow (III)                |
| 31.08.2022 | Chimik Dserschinsk (III)            | 1:2             | FK Murom (III)                     |
| 31.08.2022 | Kosmos Dogoprudny (III)             | 3:0             | Sachalin Juschno-Sachalinsk (III)  |
| 31.08.2022 | Kwant Obninsk (III)                 | 0:3             | Dynamo Brjansk (III)               |
| 31.08.2022 | FK Tjumen (III)                     | 3:1             | Nosta Nowotroizk (III)             |
| 31.08.2022 | Luki-Energija Welikije Luki (III)   | 1:1 (2:4 i. E.) | FK Dynamo St. Petersburg (III)     |
| 31.08.2022 | Torpedo Wladimir (III)              | 2:0             | Snamja Truda Orechowo-Sujewo (III) |
| 31.08.2022 | FK Spartak Tambow (III)             | 3:1             | FK Saljut Belgorod (III)           |
| 31.08.2022 | Tschernomorez Noworossijsk (III)    | 2:0             | Druschba Maikop (III)              |
| 31.08.2022 | Tschaika Pestschanokopskoje (III)   | 1:1 (1:3 i. E.) | Kuban-Holding Pawlowskaja (III)    |
| 31.08.2022 | FK Spartak Kostroma (III)           | 3:1             | Dynamo Wologda (III)               |
| 31.08.2022 | FK Rjasan (III)                     | 4:0             | FK Kolomna (III)                   |
| 31.08.2022 | Awangard Kursk (III)                | 2:0             | Sachalinets Moskau (III)           |
| 01.09.2022 | Snamja Noginsk (III)                | 1:2             | Pereswet Domodedowo (III)          |

### 3. Runde
Teilnehmer: Die 28 Sieger der zweiten Runde und mit dem FK Metallurg Lipezk und Rotor Wolgograd weitere zwei Vereine der Perwenstwo PFL.
| Datum      |                                | Ergebnis          |                                     |
| ---------- | ------------------------------ | ----------------- | ----------------------------------- |
| 13.09.2022 | Kosmos Dogoprudny (III)        | 2:0               | Zenit Pensa (III)                   |
| 14.09.2022 | Dynamo Wladiwostok (III)       | 2:1               | Irtysch Omsk (III)                  |
| 14.09.2022 | FK Amkal Moskau (VI)           | 2:2 (2:4 i. E.)   | Swesda St. Petersburg (III)         |
| 14.09.2022 | FK Tscheljabinsk (III)         | 0:1               | FK Tjumen (III)                     |
| 14.09.2022 | FK Zenit-Ischewsk (III)        | 5:1               | FK Chimik-Awgust Wurnary (III)      |
| 14.09.2022 | FK SKA Rostow (III)            | 0:3               | Kuban-Holding Pawlowskaja (III)     |
| 14.09.2022 | Pereswet Domodedowo (III)      | 2:1               | FK Rjasan (III)                     |
| 14.09.2022 | Dynamo Stawropol (III)         | 1:2               | Tschernomorez Noworossijsk (III)    |
| 14.09.2022 | FK Metallurg Lipezk (III)      | 1:2               | Rotor Wolgograd (III)               |
| 14.09.2022 | FK Murom (III)                 | 0:0 (1:3 i. E.)   | Torpedo Wladimir (III)              |
| 14.09.2022 | Dynamo Brjansk (III)           | 3:1               | Strogino Moskau (III)               |
| 14.09.2022 | FK Spartak Kostroma (III)      | 1:4               | Tekstilschtschik Iwanowo (III)      |
| 14.09.2022 | Awangard Kursk (III)           | 3:2               | FK Spartak Tambow (III)             |
| 14.09.2022 | FK Dynamo St. Petersburg (III) | 0:0 (5:4 i. E.)   | FK Leningradez (III)                |
| 15.09.2022 | Spartak Naltschik (III)        | 1:1 (10:11 i. E.) | StawropolArgoSojus Newinnomyssk (V) |

### 4. Runde
Teilnehmer: Die 15 Sieger der dritten Runde hatten gegen die 17 Klubs der zweitklassigen Perwenstwo FNL Heimrecht. Um ein Gleichgewicht herzustellen, wanderte Wolga Uljanowsk in den Auslosungstopf zu den Gewinnern der 3. Runde.
| Datum      |                                     | Ergebnis        |                                   |
| ---------- | ----------------------------------- | --------------- | --------------------------------- |
| 04.10.2022 | StawropolArgoSojus Newinnomyssk (V) | 0:3             | FK Neftechimik Nischnekamsk (II)  |
| 05.10.2022 | Dynamo Wladiwostok (III)            | 1:0             | FK SKA-Chabarowsk (II)            |
| 05.10.2022 | FK Zenit-Ischewsk (III)             | 0:1             | KAMAS Nabereschnyje Tschelny (II) |
| 05.10.2022 | Kosmos Dogoprudny (III)             | 1:1 (4:5 i. E.) | Rodina Moskau (II)                |
| 05.10.2022 | Kuban-Holding Pawlowskaja (III)     | 0:1             | FK Ufa (II)                       |
| 05.10.2022 | Wolga Uljanowsk (II)                | 2:1             | Rubin Kasan (II)                  |
| 05.10.2022 | FK Tjumen (III)                     | 0:3             | Wolgar Astrachan (II)             |
| 05.10.2022 | Torpedo Wladimir (III)              | 0:1             | Akron Toljatti (II)               |
| 05.10.2022 | Dynamo Brjansk (III)                | 0:0 (5:4 i. E.) | Arsenal Tula (II)                 |
| 05.10.2022 | Pereswet Domodedowo (III)           | 0:0 (5:4 i. E.) | Baltika Kaliningrad (II)          |
| 05.10.2022 | Awangard Kursk (III)                | 0:2             | Dynamo Machatschkala (II)         |
| 05.10.2022 | Tschernomorez Noworossijsk (III)    | 0:2             | FK Jenissei Krasnojarsk (II)      |
| 05.10.2022 | Tekstilschtschik Iwanowo (III)      | 0:0 (2:4 i. E.) | FK Kuban Krasnodar (II)           |
| 05.10.2022 | Rotor Wolgograd (III)               | 1:1 (4:5 i. E.) | Schinnik Jaroslawl (II)           |
| 05.10.2022 | FK Dynamo St. Petersburg (III)      | 2:3             | Alanija Wladikawkas (II)          |
| 05.10.2022 | Swesda St. Petersburg (III)         | 2:0             | Weles Moskau (II)                 |

### 5. Runde
Teilnehmer: Die 16 Sieger der vierten Runde.
| Datum      |                                   | Ergebnis        |                              |
| ---------- | --------------------------------- | --------------- | ---------------------------- |
| 01.11.2022 | KAMAS Nabereschnyje Tschelny (II) | 2:0             | FK Jenissei Krasnojarsk (II) |
| 02.11.2022 | FK Ufa (II)                       | 1:0             | Dynamo Brjansk (III)         |
| 02.11.2022 | Rodina Moskau (II)                | 3:4             | Swesda St. Petersburg (III)  |
| 02.11.2022 | Akron Toljatti (II)               | 5:0             | Pereswet Domodedowo (III)    |
| 02.11.2022 | Alanija Wladikawkas (II)          | 3:0             | Wolgar Astrachan (II)        |
| 02.11.2022 | FK Neftechimik Nischnekamsk (II)  | 1:2             | Wolga Uljanowsk (II)         |
| 02.11.2022 | Dynamo Machatschkala (II)         | 0:0 (5:3 i. E.) | Dynamo Wladiwostok (III)     |
| 02.11.2022 | Schinnik Jaroslawl (II)           | 0:0 (4:5 i. E.) | FK Kuban Krasnodar (II)      |

### 6. Runde
Teilnehmer: Die 8 Sieger der fünften Runde. Die Sieger qualifizierten sich für das Viertelfinale im regionalen Pfad.
| Datum      |                                   | Ergebnis        |                             |
| ---------- | --------------------------------- | --------------- | --------------------------- |
| 15.11.2022 | FK Ufa (II)                       | 2:2 (4:3 i. E.) | Dynamo Machatschkala (II)   |
| 16.11.2022 | KAMAS Nabereschnyje Tschelny (II) | 1:2             | Swesda St. Petersburg (III) |
| 16.11.2022 | Akron Toljatti (II)               | 1:0             | Alanija Wladikawkas (II)    |
| 16.11.2022 | FK Kuban Krasnodar (II)           | 1:2             | Wolga Uljanowsk (II)        |

## Gruppenphase RPL Pfad
Basiert auf den Ergebnissen der Premjer-Liga 2021/22 und der Perwenstwo FNL 2021/22 wurden am 12. August 2022 die Zusammensetzung der Töpfe 1 bis 4 veröffentlicht. In derselben Gruppe durften nicht mehr als zwei Mannschaften aus Moskau und dem Oblast Moskau sein, auch der FK Krasnodar, FK Rostow und FK Fakel Woronesch konnten aus Logistikgründen in diesen Städten nicht in dieselbe Gruppe kommen.
| Topf 1                                                             | Topf 2                                                                    | Topf 3                                                                       | Topf 4                                                          |
| ------------------------------------------------------------------ | ------------------------------------------------------------------------- | ---------------------------------------------------------------------------- | --------------------------------------------------------------- |
| - Zenit St. Petersburg - FK Sotschi - Dynamo Moskau - FK Krasnodar | - ZSKA Moskau - Lokomotive Moskau - Achmat Grosny - Krylja Sowetow Samara | - FK Rostow - Spartak Moskau - FK Pari Nischni Nowgorod - Ural Jekaterinburg | - FK Chimki - Torpedo Moskau - FK Fakel Woronesch - FK Orenburg |

Punktesystem: Sieg = 3 Punkte – Sieg nach 11m-Schießen = 2 Punkte – Niederlage nach 11m-Schießen = 1 Punkt. – Bei Punktgleichheit von zwei Mannschaften zählt der direkte Vergleich, von drei Mannschaften das Torverhältnis. Die Gruppensieger und -zweiten qualifizierten sich für das Viertelfinale des RPL, die Gruppendritten für das Viertelfinale des regionalen Pfads.
Platzierungskriterien: 1. Punkte – 2. Direkter Vergleich (Punkte, Tordifferenz, geschossene Tore) – 3. Tordifferenz – 4. geschossene Tore

### Gruppe A
| Pl. | Verein                   | Sp. | S | U+ | U− | N | Tore  | Diff. | Punkte |
| --- | ------------------------ | --- | - | -- | -- | - | ----- | ----- | ------ |
| 1.  | FK Krasnodar             | 6   | 4 | 0  | 1  | 1 | 11:40 | +7    | 13     |
| 2.  | Lokomotive Moskau        | 6   | 3 | 1  | 0  | 2 | 11:60 | +5    | 11     |
| 3.  | FK Pari Nischni Nowgorod | 6   | 2 | 2  | 0  | 2 | 6:7   | −1    | 10     |
| 4.  | FK Chimki                | 6   | 0 | 0  | 2  | 4 | 03:14 | −11   | 02     |

|                          | KRA       | LOK | NOW       | CHI       |
| FK Krasnodar             |           | 1:0 | 2:0       | 4:1       |
| Lokomotive Moskau        | 2:2 (3:1) |     | 3:1       | 1:0       |
| FK Pari Nischni Nowgorod | 1:0       | 2:0 |           | 1:1 (5:3) |
| FK Chimki                | 0:2       | 0:5 | 1:1 (1:3) |           |

| Pl. | Verein                   | Sp. | S | U+ | U− | N | Tore  | Diff. | Punkte |
| --- | ------------------------ | --- | - | -- | -- | - | ----- | ----- | ------ |
| 1.  | FK Krasnodar             | 6   | 4 | 0  | 1  | 1 | 11:40 | +7    | 13     |
| 2.  | Lokomotive Moskau        | 6   | 3 | 1  | 0  | 2 | 11:60 | +5    | 11     |
| 3.  | FK Pari Nischni Nowgorod | 6   | 2 | 2  | 0  | 2 | 6:7   | −1    | 10     |
| 4.  | FK Chimki                | 6   | 0 | 0  | 2  | 4 | 03:14 | −11   | 02     |

|                          | KRA       | LOK | NOW       | CHI       |
| FK Krasnodar             |           | 1:0 | 2:0       | 4:1       |
| Lokomotive Moskau        | 2:2 (3:1) |     | 3:1       | 1:0       |
| FK Pari Nischni Nowgorod | 1:0       | 2:0 |           | 1:1 (5:3) |
| FK Chimki                | 0:2       | 0:5 | 1:1 (1:3) |           |

| Pl. | Verein                | Sp. | S | U+ | U− | N | Tore  | Diff. | Punkte |
| --- | --------------------- | --- | - | -- | -- | - | ----- | ----- | ------ |
| 1.  | Spartak Moskau        | 6   | 4 | 0  | 1  | 1 | 10:30 | +7    | 13     |
| 2.  | Krylja Sowetow Samara | 6   | 4 | 0  | 0  | 2 | 7:6   | +3    | 12     |
| 3.  | Zenit St. Petersburg  | 6   | 3 | 1  | 0  | 2 | 6:6   | ±0    | 11     |
| 4.  | FK Fakel Woronesch    | 6   | 0 | 0  | 0  | 6 | 01:11 | −10   | 0      |

|                       | SPA       | KRY | ZEN | FAK |
| Spartak Moskau        |           | 1:0 | 3:0 | 3:0 |
| Krylja Sowetow Samara | 2:1       |     | 2:0 | 1:0 |
| Zenit St. Petersburg  | 0:0 (4:2) | 2:1 |     | 2:0 |
| FK Fakel Woronesch    | 1:2       | 0:1 | 0:2 |     |

| Pl. | Verein                | Sp. | S | U+ | U− | N | Tore  | Diff. | Punkte |
| --- | --------------------- | --- | - | -- | -- | - | ----- | ----- | ------ |
| 1.  | Spartak Moskau        | 6   | 4 | 0  | 1  | 1 | 10:30 | +7    | 13     |
| 2.  | Krylja Sowetow Samara | 6   | 4 | 0  | 0  | 2 | 7:6   | +3    | 12     |
| 3.  | Zenit St. Petersburg  | 6   | 3 | 1  | 0  | 2 | 6:6   | ±0    | 11     |
| 4.  | FK Fakel Woronesch    | 6   | 0 | 0  | 0  | 6 | 01:11 | −10   | 0      |

|                       | SPA       | KRY | ZEN | FAK |
| Spartak Moskau        |           | 1:0 | 3:0 | 3:0 |
| Krylja Sowetow Samara | 2:1       |     | 2:0 | 1:0 |
| Zenit St. Petersburg  | 0:0 (4:2) | 2:1 |     | 2:0 |
| FK Fakel Woronesch    | 1:2       | 0:1 | 0:2 |     |

| Pl. | Verein                | Sp. | S | U+ | U− | N | Tore  | Diff. | Punkte |
| --- | --------------------- | --- | - | -- | -- | - | ----- | ----- | ------ |
| 1.  | Spartak Moskau        | 6   | 4 | 0  | 1  | 1 | 10:30 | +7    | 13     |
| 2.  | Krylja Sowetow Samara | 6   | 4 | 0  | 0  | 2 | 7:6   | +3    | 12     |
| 3.  | Zenit St. Petersburg  | 6   | 3 | 1  | 0  | 2 | 6:6   | ±0    | 11     |
| 4.  | FK Fakel Woronesch    | 6   | 0 | 0  | 0  | 6 | 01:11 | −10   | 0      |

|                       | SPA       | KRY | ZEN | FAK |
| Spartak Moskau        |           | 1:0 | 3:0 | 3:0 |
| Krylja Sowetow Samara | 2:1       |     | 2:0 | 1:0 |
| Zenit St. Petersburg  | 0:0 (4:2) | 2:1 |     | 2:0 |
| FK Fakel Woronesch    | 1:2       | 0:1 | 0:2 |     |

| Pl. | Verein                | Sp. | S | U+ | U− | N | Tore  | Diff. | Punkte |
| --- | --------------------- | --- | - | -- | -- | - | ----- | ----- | ------ |
| 1.  | Spartak Moskau        | 6   | 4 | 0  | 1  | 1 | 10:30 | +7    | 13     |
| 2.  | Krylja Sowetow Samara | 6   | 4 | 0  | 0  | 2 | 7:6   | +3    | 12     |
| 3.  | Zenit St. Petersburg  | 6   | 3 | 1  | 0  | 2 | 6:6   | ±0    | 11     |
| 4.  | FK Fakel Woronesch    | 6   | 0 | 0  | 0  | 6 | 01:11 | −10   | 0      |

|                       | SPA       | KRY | ZEN | FAK |
| Spartak Moskau        |           | 1:0 | 3:0 | 3:0 |
| Krylja Sowetow Samara | 2:1       |     | 2:0 | 1:0 |
| Zenit St. Petersburg  | 0:0 (4:2) | 2:1 |     | 2:0 |
| FK Fakel Woronesch    | 1:2       | 0:1 | 0:2 |     |

### Gruppe C
| Pl. | Verein        | Sp. | S | U+ | U− | N | Tore  | Diff. | Punkte |
| --- | ------------- | --- | - | -- | -- | - | ----- | ----- | ------ |
| 1.  | Dynamo Moskau | 6   | 3 | 0  | 1  | 2 | 9:8   | +1    | 10     |
| 2.  | FK Rostow     | 6   | 3 | 0  | 0  | 3 | 12:11 | +1    | 09     |
| 3.  | Achmat Grosny | 6   | 3 | 0  | 0  | 3 | 11:12 | −1    | 09     |
| 4.  | FK Orenburg   | 6   | 2 | 1  | 0  | 3 | 12:13 | −1    | 08     |

|               | DYN       | ROS | ACH | ORE |
| Dynamo Moskau |           | 3:1 | 2:1 | 1:0 |
| FK Rostow     | 2:0       |     | 3:0 | 3:1 |
| Achmat Grosny | 2:1       | 3:1 |     | 3:1 |
| FK Orenburg   | 2:2 (4:3) | 4:2 | 4:2 |     |

| Pl. | Verein        | Sp. | S | U+ | U− | N | Tore  | Diff. | Punkte |
| --- | ------------- | --- | - | -- | -- | - | ----- | ----- | ------ |
| 1.  | Dynamo Moskau | 6   | 3 | 0  | 1  | 2 | 9:8   | +1    | 10     |
| 2.  | FK Rostow     | 6   | 3 | 0  | 0  | 3 | 12:11 | +1    | 09     |
| 3.  | Achmat Grosny | 6   | 3 | 0  | 0  | 3 | 11:12 | −1    | 09     |
| 4.  | FK Orenburg   | 6   | 2 | 1  | 0  | 3 | 12:13 | −1    | 08     |

|               | DYN       | ROS | ACH | ORE |
| Dynamo Moskau |           | 3:1 | 2:1 | 1:0 |
| FK Rostow     | 2:0       |     | 3:0 | 3:1 |
| Achmat Grosny | 2:1       | 3:1 |     | 3:1 |
| FK Orenburg   | 2:2 (4:3) | 4:2 | 4:2 |     |

### Gruppe D
| Pl. | Verein             | Sp. | S | U+ | U− | N | Tore  | Diff. | Punkte |
| --- | ------------------ | --- | - | -- | -- | - | ----- | ----- | ------ |
| 1.  | Ural Jekaterinburg | 6   | 4 | 1  | 0  | 1 | 9:4   | +4    | 14     |
| 2.  | ZSKA Moskau        | 6   | 4 | 0  | 1  | 1 | 8:4   | +2    | 13     |
| 3.  | Torpedo Moskau     | 6   | 2 | 0  | 1  | 3 | 6:7   | −1    | 07     |
| 4.  | FK Sotschi         | 6   | 0 | 1  | 0  | 5 | 06:13 | −7    | 02     |

|                    | URA | ZSK       | TOR | SOC       |
| Ural Jekaterinburg |     | 0:0 (5:4) | 1:0 | 2:0       |
| ZSKA Moskau        | 2:1 |           | 0:1 | 2:1       |
| Torpedo Moskau     | 1:2 | 0:2       |     | 1:1 (2:4) |
| FK Sotschi         | 2:3 | 1:2       | 1:3 |           |

| Pl. | Verein             | Sp. | S | U+ | U− | N | Tore  | Diff. | Punkte |
| --- | ------------------ | --- | - | -- | -- | - | ----- | ----- | ------ |
| 1.  | Ural Jekaterinburg | 6   | 4 | 1  | 0  | 1 | 9:4   | +4    | 14     |
| 2.  | ZSKA Moskau        | 6   | 4 | 0  | 1  | 1 | 8:4   | +2    | 13     |
| 3.  | Torpedo Moskau     | 6   | 2 | 0  | 1  | 3 | 6:7   | −1    | 07     |
| 4.  | FK Sotschi         | 6   | 0 | 1  | 0  | 5 | 06:13 | −7    | 02     |

|                    | URA | ZSK       | TOR | SOC       |
| Ural Jekaterinburg |     | 0:0 (5:4) | 1:0 | 2:0       |
| ZSKA Moskau        | 2:1 |           | 0:1 | 2:1       |
| Torpedo Moskau     | 1:2 | 0:2       |     | 1:1 (2:4) |
| FK Sotschi         | 2:3 | 1:2       | 1:3 |           |

## Viertelfinale
In den Viertelfinalspielen des RPL-Pfads konnten Teams derselben Gruppe nicht gegeneinander spielen. Die Zweitplatzierten der Gruppenphase bestritten die ersten Heimspiele. Die Sieger der 6. Runde des regionalen Pfads bestritten auch die ersten Spiele des regionalen Pfads zu Hause.
| Topf 1                                                                                     | Topf 2                                                                                |
| ------------------------------------------------------------------------------------------ | ------------------------------------------------------------------------------------- |
| - Dynamo Moskau (I) - FK Kuban Krasnodar (I) - Spartak Moskau (I) - Ural Jekaterinburg (I) | - ZSKA Moskau (I) - Krylja Sowetow Samara (I) - Lokomotive Moskau (I) - FK Rostow (I) |

| Topf 1                                                                                      | Topf 2                                                                                             |
| ------------------------------------------------------------------------------------------- | -------------------------------------------------------------------------------------------------- |
| - Akron Toljatti (II) - FK Ufa (II) - Wolga Uljanowsk (II) - FC Swesda St. Petersburg (III) | - Achmat Grosny (I) - FK Pari Nischni Nowgorod (I) - Torpedo Moskau (I) - Zenit St. Petersburg (I) |

### RPL-Pfad
Den Teams aus Topf 2 wurden jeweils ein Team aus Topf 1 zugelost. Die Sieger erreichten das Halbfinale, die unterlegenen Teams wechselten in die 2. Phase Viertelfinale des regionalen Pfads. 
| Datum             |                       | Gesamt |                    | Hinspiel | Rückspiel |
| ----------------- | --------------------- | ------ | ------------------ | -------- | --------- |
| 22.02./27.02.2023 | Lokomotive Moskau     | 2:5    | Spartak Moskau     | 0:1      | 2:4       |
| 22.02./27.02.2023 | FK Rostow             | 2:3    | Ural Jekaterinburg | 1:1      | 1:2       |
| 23.02./28.02.2023 | ZSKA Moskau           | 3:1    | FK Kuban Krasnodar | 3:0      | 0:1       |
| 23.02./01.03.2023 | Krylja Sowetow Samara | 3:2    | Dynamo Moskau      | 2:1      | 1:1       |

### Regionaler Pfad
1. Phase
Die Sieger der 6. Runde (regionaler Pfad) spielten gegen die Drittplatzierten der Gruppenphase (RPL-Pfad). 
| Datum      |                            | Ergebnis |                              |
| ---------- | -------------------------- | -------- | ---------------------------- |
| 25.02.2023 | Wolga Uljanowsk (II)       | 0:3      | Zenit St. Petersburg (I)     |
| 26.02.2023 | FK Ufa (II)                | 1:2      | Achmat Grosny (I)            |
| 26.02.2023 | Akron Toljatti (II)        | 2:0      | Torpedo Moskau (I)           |
| 27.02.2023 | Swesda St. Petersburg (II) | 0:2      | FK Pari Nischni Nowgorod (I) |

2. Phase
Hier trafen die Sieger der 1. Phase Regionaler Pfad auf die Verlierer des RPL-Pfads Viertelfinale. 
| Datum      |                              | Ergebnis        |                        |
| ---------- | ---------------------------- | --------------- | ---------------------- |
| 14.03.2023 | Akron Toljatti (II)          | 1:1 (7:6 i. V.) | Lokomotive Moskau (I)  |
| 15.03.2023 | Achmat Grosny (I)            | 0:3             | FK Kuban Krasnodar (I) |
| 15.03.2023 | Zenit St. Petersburg (I)     | 1:1 (4:5 i. V.) | Dynamo Moskau (I)      |
| 16.03.2023 | FK Pari Nischni Nowgorod (I) | 0:1             | FK Rostow (I)          |

## Halbfinale

### RPL-Pfad
Hier trafen die Sieger des Viertelfinales vom RPL-Pfad aufeinander. Die Gewinner spielten das Finale im RPL-Pfad aus, die Verlierer wechselten in die 2. Phase Halbfinale des regionalen Pfads.
| Datum             |                       | Gesamt |                    | Hinspiel | Rückspiel |
| ----------------- | --------------------- | ------ | ------------------ | -------- | --------- |
| 14.03./04.04.2023 | Spartak Moskau        | 2:3    | Ural Jekaterinburg | 1:1      | 1:2       |
| 15.03./05.04.2023 | Krylja Sowetow Samara | 2:3    | ZSKA Moskau        | 2:2      | 0:1       |

### Regionaler Pfad
1. Phase
Die Sieger des Viertelfinals regionaler Pfad spielten hier gegeneinander.
| Datum      |                    | Ergebnis        |                |
| ---------- | ------------------ | --------------- | -------------- |
| 04.04.2023 | Dynamo Moskau      | 0:0 (1:4 i. E.) | Akron Toljatti |
| 06.04.2023 | FK Kuban Krasnodar | 1:1 (5:3 i. E.) | FK Rostow      |

2. Phase
Die Sieger der 1. Phase Halbfinale trafen aus die Verlierer des RPL-Pfads Halbfinale.
| Datum      |                    | Ergebnis        |                       |
| ---------- | ------------------ | --------------- | --------------------- |
| 19.04.2023 | Akron Toljatti     | 2:1             | Spartak Moskau        |
| 19.04.2023 | FK Kuban Krasnodar | 2:2 (3:0 i. E.) | Krylja Sowetow Samara |

## Finalspiele RPL und Regionaler Pfad

### RPL-Pfad
Der Sieger qualifizierte sich für das abschließende Finale, die unterlegene Mannschaft wechselte in die 2. Phase des regionalen Pfads Finale.
| Datum             |             | Gesamt |                    | Hinspiel | Rückspiel |
| ----------------- | ----------- | ------ | ------------------ | -------- | --------- |
| 19.04./03.05.2023 | ZSKA Moskau | 3:2    | Ural Jekaterinburg | 1:1      | 2:1       |

### Regionaler Pfad
1. Phase
Die Sieger des Halbfinals regionaler Pfad spielten hier gegeneinander.
| Datum      |                    | Ergebnis        |                |
| ---------- | ------------------ | --------------- | -------------- |
| 03.05.2023 | FK Kuban Krasnodar | 0:0 (4:2 i. E.) | Akron Toljatti |

2. Phase
Der Sieger der 1. Phase Finale traf auf den Verlierer des RPL-Pfads Finale.
| Datum      |                    | Ergebnis |                    |
| ---------- | ------------------ | -------- | ------------------ |
| 17.05.2023 | FK Kuban Krasnodar | 2:1      | Ural Jekaterinburg |

## Finale
| Paarung            | FK Kuban Krasnodar – ZSKA Moskau |
| Ergebnis           | 1:1 n. V. (1:1, 0:1), 5:6 i. E. |
| Datum              | 11. Juni 2023 |
| Stadion            | Olympiastadion Luschniki, Moskau |
| Zuschauer          | 53.425 |
| Schiedsrichter     | Wladislaw Besbodorow |
| Tore               | 0:1 Fjodor Tschalow (32., Foulelfmeter) 1:1 Jhon Córdoba (50.) Elfmeterschießen: 0:1 Fjodor Tschalow 1:1 Eduard Sperzjan 1:2 Igor Diwejew 2:2 Ilsat Achmetow Moisés (über das Tor) 3:2 Jhon Córdoba 3:3 Milan Gajić João Batxi (gehalten) 3:4 Jesús Medina 4:4 Júnior Alonso 4:5 Jorge Carrascal 5:5 Cristian Ramírez 5:6 Anton Sabolotny Olakunle Olusegun (gehalten) |
| FK Kuban Krasnodar | Stanislaw Agkazew – Sergei Petrow (83. Sergei Wolkow), Georgi Harutjunjan, Júnior Alonso Cristian Ramírez – Eduard Sperzjan , Kevin Pina (83. Alexander Tschernikow), João Batxi – Alexei Ionow (46. Ilsat Achmetow), Jhon Córdoba, Olakunle Olusegun. Cheftrainer: Vladimir Ivić ( Serbien)                                                                           |
| ZSKA Moskau        | Igor Akinfejew – Moisés, Willyan Rocha, Igor Diwejew – Kirill Nababkin (69. Milan Gajić), Konstantin Kutschajew (46. Víctor Méndez), Saša Zdjelar, Baqtijar Sainutdinow (73. Jorge Carrascal) – Iwan Obljakow (63. Anton Sabolotny), Fjodor Tschalow, Jesús Medina. Cheftrainer: Wladimir Fedotow                                                                      |
| Gelbe Karten       | João Batxi, Sergei Petrow – Saša Zdjelar, Iwan Obljakow, Willyan Rocha, Jorge Carrascal, Igor Diwejew |